# کواسی اوری
کواسی آوری (انگلیسی: Kwasi Okyere Wriedt؛ زادهٔ ۱۰ ژوئیهٔ ۱۹۹۴) بازیکن فوتبال اهل غنا است.

## باشگاهی
از باشگاه‌هایی که در آن بازی کرده‌است می‌توان به باشگاه فوتبال بایرن مونیخ اشاره کرد.

## تیم ملی
وی همچنین در تیم‌های ملی فوتبال Ghana national under-20 football team و غنا بازی کرده‌است.